# Vakolat

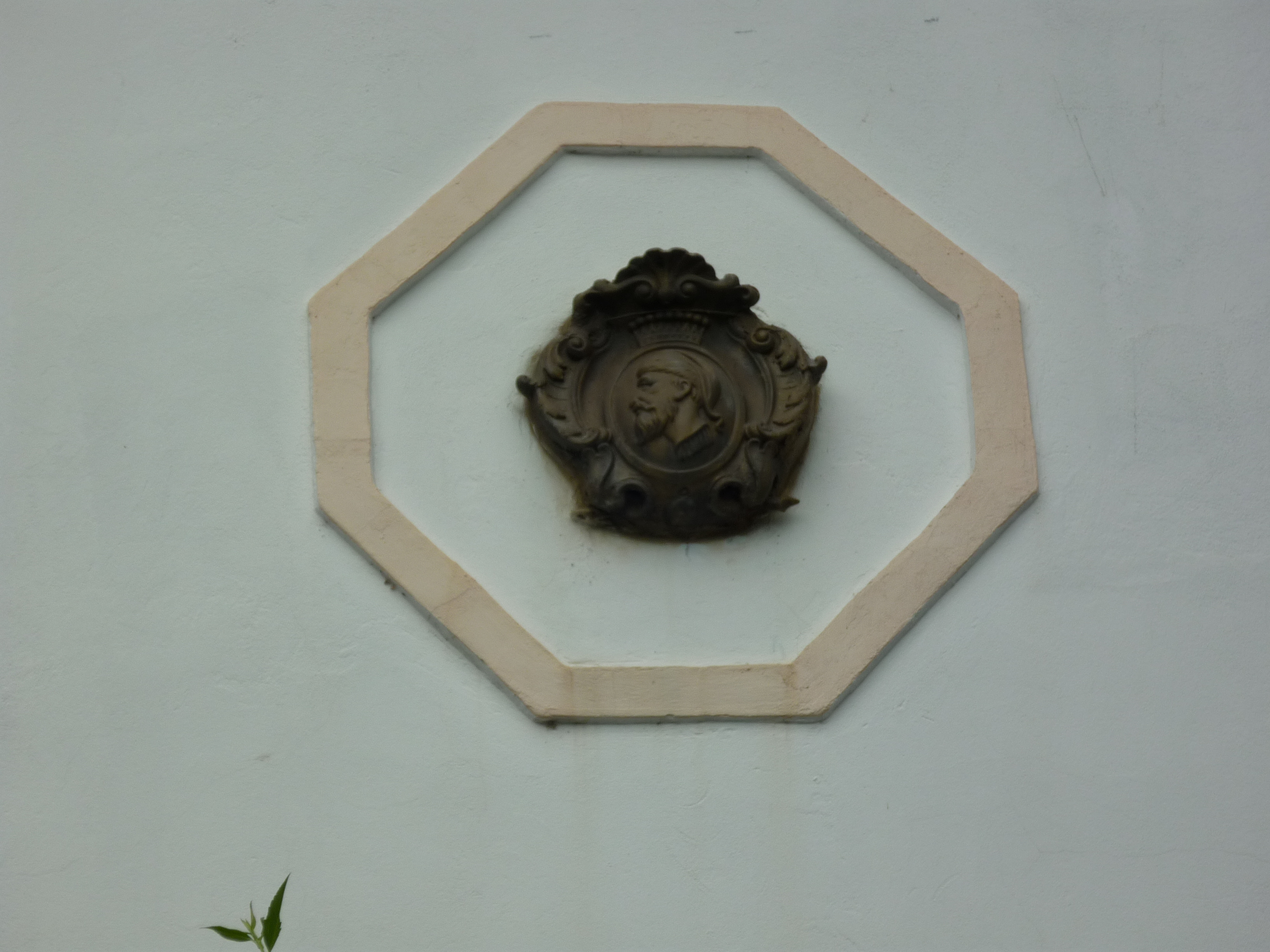
Szendrő, Csáky-kastély (Szendrő), vakolat

A vakolat mész, homok vagy folyami kavics és víz keverékéből kialakított habarcs, malter. A vakolat lehet cementes besimítású (nemes vakolat) vagy egyszerűen meszelt.

## A vakolat rendeltetése
Az épületek, építmények falainak külső és belső védelme a hőhatásokkal (hideg-meleg), csapadékkal vagy más egyéb a falat károsító hatással szemben. A vakolat általános receptje szerint egy rész vízhez két rész szárazanyagot kell keverni. A keverést szükség szerint kézzel vagy géppel végzik. A vakolat felvitele általában kézzel történik vakolókanál és simítófa vagy simító szerszám segítségével.
Vakolat lehet céljától függően: 
- Külső: ennek célja a hőhatásokkal és csapadékkal (eső, hó) szembeni védelem.[2]
- Belső: célja szintén a hőhatásokkal szembeni védelem erősítése, valamint esztétikai fedés.
- Mind a külső, mind a belső vakolat lehet durva és sima, amely megkülönböztetés a munkafolyamatokhoz kapcsolódik.

### Példa vakolandó felület meghatározására
| Felületek neve | Felületek száma, db | Méretek(sz.m.), m | Alapterület m² | Levonandó terület, m² | Vakolandó terület, m² |
| -------------- | ------------------- | ----------------- | -------------- | --------------------- | --------------------- |
| Oldalfal       | 4                   | 5,00×4,00         | 20             | -                     | 4×20=80               |
| Mennyezet      | 1                   | 5,00×5,00         | 25             | -                     | 1×25=25               |
| Ajtó           | 1                   | 1,00×2,00         | 2              | -1×2=−2               |                       |
| Ablak          | 2                   | 2,00×2,00         | 4              | -2×4=−8               |                       |
| Levonandó ∑    | -                   | -                 | -              | −10                   | − 10                  |
| Összesen       | -                   | -                 | -              | -                     | 95                    |

Általában 1 cm-es vakolathoz szükséges vakolat anyag kiadóssága 10–12 kg/m², azaz a következőképpen kell számolnunk:
95 m² x 12 kg/m² = 1140 kg (m²/m²), azaz egy rész víz = 380 kg (liter azaz 0,38m³) víz; két rész szárazanyag = 760 kg.
A szárazanyag általában cement (380 kg azaz 3,8 mázsa) plusz mész (380 kg azaz 3,8 mázsa) (adalékanyag bányahomok, többnyire a cementet helyettesítik ezzel, részben biztosítva a habarcs szükséges konzisztenciáját).
Azt kell még tudni, hogy a kiadósság készen kapható, zsákos kiszerelésű habarcsalapanyagokról szól a fenti példában. Más esetben a szükséges anyag kiszámításához ismerni kell
- az anyag (cement, mész, homok) sűrűségét[4] (tonna/m³ vagy kg/m³),
- valamint az anyag térfogatának (m³) kiszámításához szükséges testeket (pl. lapos földterületen kúpalakba rendezik a homokot, de a meszesgödörben már többnyire téglatest alakban van a mész), hogy jól határozzuk meg az anyagszükségletet.

## Glett
A glett a vakolat legfinomabb változata. Olyan massza, amely a gipsz (meszes általában por alakú ásvány) és a víz meghatározott arányú keveréke. A megszáradt vakolat festés illetve tapétázás előtti hibajavítására szolgál, a munkaműveletet glettelésnek nevezik.
A massza sűrűségétől függően formákba önthető, és felületek díszítésére is használható (pl. mennyezet és oldalfal találkozásánál, csillár mennyezetbe illesztésénél stb.).

### Érdekesség
A gipsz lehet:
- kristályos ásvány (képlet: CaSO4•2H2O)
- gletthez használt vízzel kevert égetett fehér por
- gipszkötés vagy gipszágy (orvosi értelemben)
- mezőgazdaságban pedig gipszet tartalmazó műtrágya

## Vakolatarchitektúra
A 19. század második felétől lakóépületek és gazdasági épületek falazatainak bevonására alkalmazták a paraszti építészetben. Tégla, vályog és kőfalazatokat egyaránt vakoltak. A vakolat státusz-szimbólummá is vált a vakolatminták terjedésével. Mezővárosokban, polgárias falvakban már a 18. században gyakoriak voltak a mészhabarcsos vakolatú házak, a 19. században egyre jelentékenyebbekké lettek, a klasszicista, romantikus, copf és eklektikus ízlés szinte folklorizálódott a vakolatarchitektúrában. Az egyes díszítőelemek néhol azonban évtizedes késéssel jelentkeztek, és sokáig divatban maradtak, egyes falvakban még az 1920-as, 30-as évekig is.
A vakolatarchitektúra és -technika döntően az első világháború után változott meg, ebben döntő szerepe volt az ún. „pallér ízlésnek”, ami a fejlett nagyvárosok környéki falvakból indult el. A második világháború után a fröcskölt és dörzsölt vakolatok jöttek divatba, ekkor terjedtek el a nemes vakolatok is, azaz a cementes besimításúak.

## A vakolat kivitelezési folyamata, szükséges eszközök, szakmai tudás

### Alapvető munkafolyamatok
1. Vakolandó falfelületek vizsgálata, felmérése (pl. mennyezet, oldalfalak) vizsgálata alapanyag (pl. tégla, beton, vályogtégla, vert vályog, kő és agyag keveréke stb.) és előkészítési szempontok (pl. egyenetlenség, lyukak, repedések stb.) szerint, valamint nagyság és felvinni kívánt rétegek (azaz m2 és m3)szerint. Ezek a szempontok befolyásolják a beszerzendő anyagok fajtáját és a használandó eszközöket.
2. A gondosan elkészített vakolási terv szerinti beszerzési munkafolyamat elvégzése.
3. Előkészítés (pl. védendő felületek takarása, anyag bekeverése, szerszámok, eszközök kézhez készítése stb.)
4. Kivitelezési részletek: 
  1. előfröcskölés,
  2. vezetősáv(ok) elkészítése,
  3. a durva vakolati anyag egyenletes felvitele (pl.lehet gépi-szórás vagy kézi-felcsapkodás v. kis felület esetén felkenés stb.),
  4. a vezetősáv(ok) mentén fel kell simítani a felvitt anyagot általában alulról felfelé léc (pl. fa, alumínium) segítségével, (Ez a művelet gépi szórás esetén sem hagyható el többnyire.)
  5. a finom vakolati anyag egyenletes felvitele.

### Szükség szerinti anyagok, eszközök
- Anyagok:  cement (vagy sóder), homok, víz, mész,
- Szerszámok, gépek:  szita vagy rosta, kőműves serpenyő, kőműves kanál, polisztirol simító, habarcskeverő gép, vödrök, kétméteres fa  vagy alumínium léc [7][8][9]

### Szakember szükséglet
- Kőműves
- Betanított kőműves

Nagy felületekhez feltétlenül szakember szükséges, a segédmunkát (pl. anyagok előkészítése, betanított adagolás és keverés, helyszínre hordás stb.) végezhetik kisegítők.

### Vakolatarchitektúra
- A vakolatarchitektúra gondozása, megőrzése. A történeti vakolat, mint örökség érték : szakmai helyzetértékelő szeminárium, 2002. szeptember 27.; szerk. Vukov Konstantin; Porta Speciosa Egyesület, Bp., 2006